# 宫廷啤酒屋

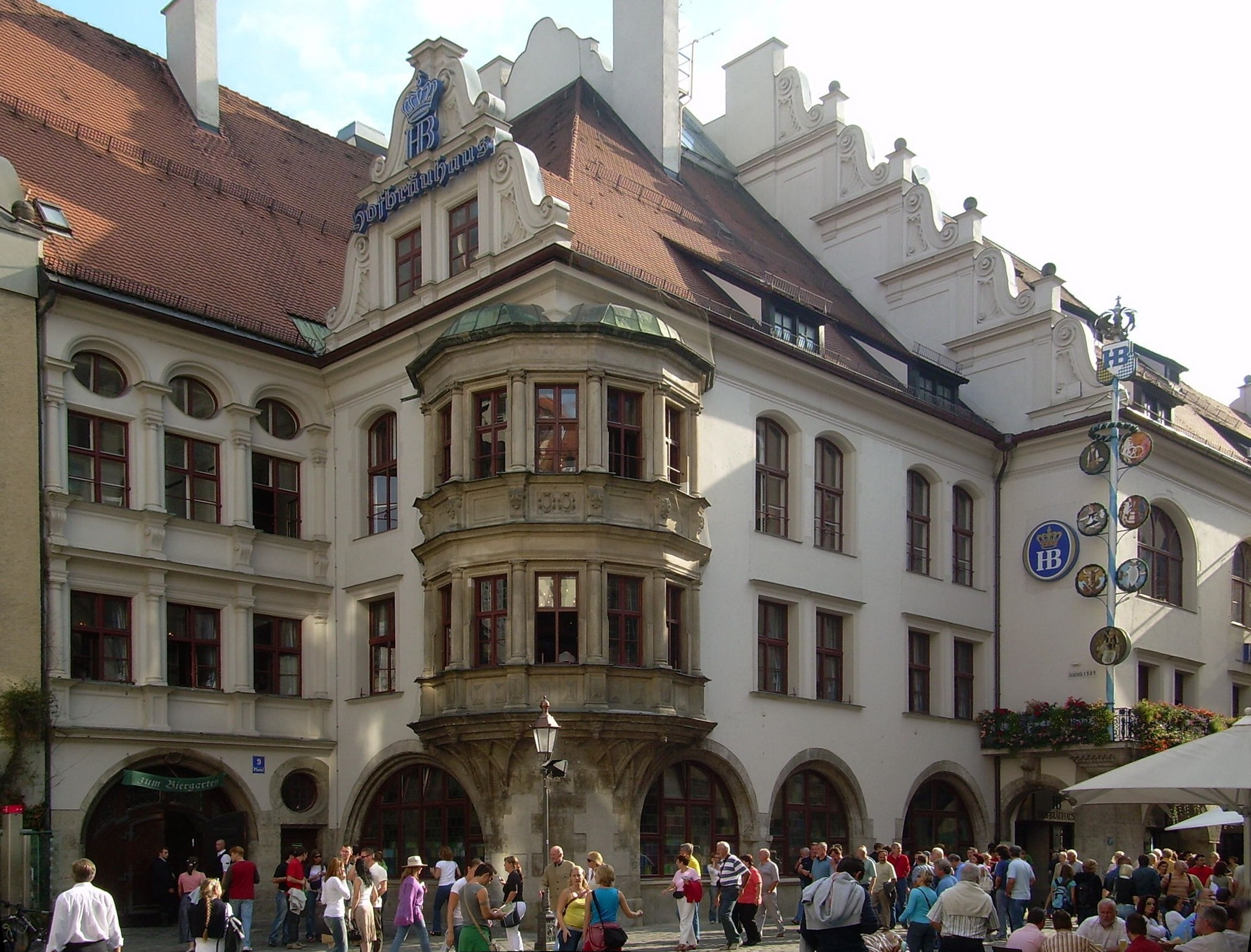
皇家宫廷啤酒屋

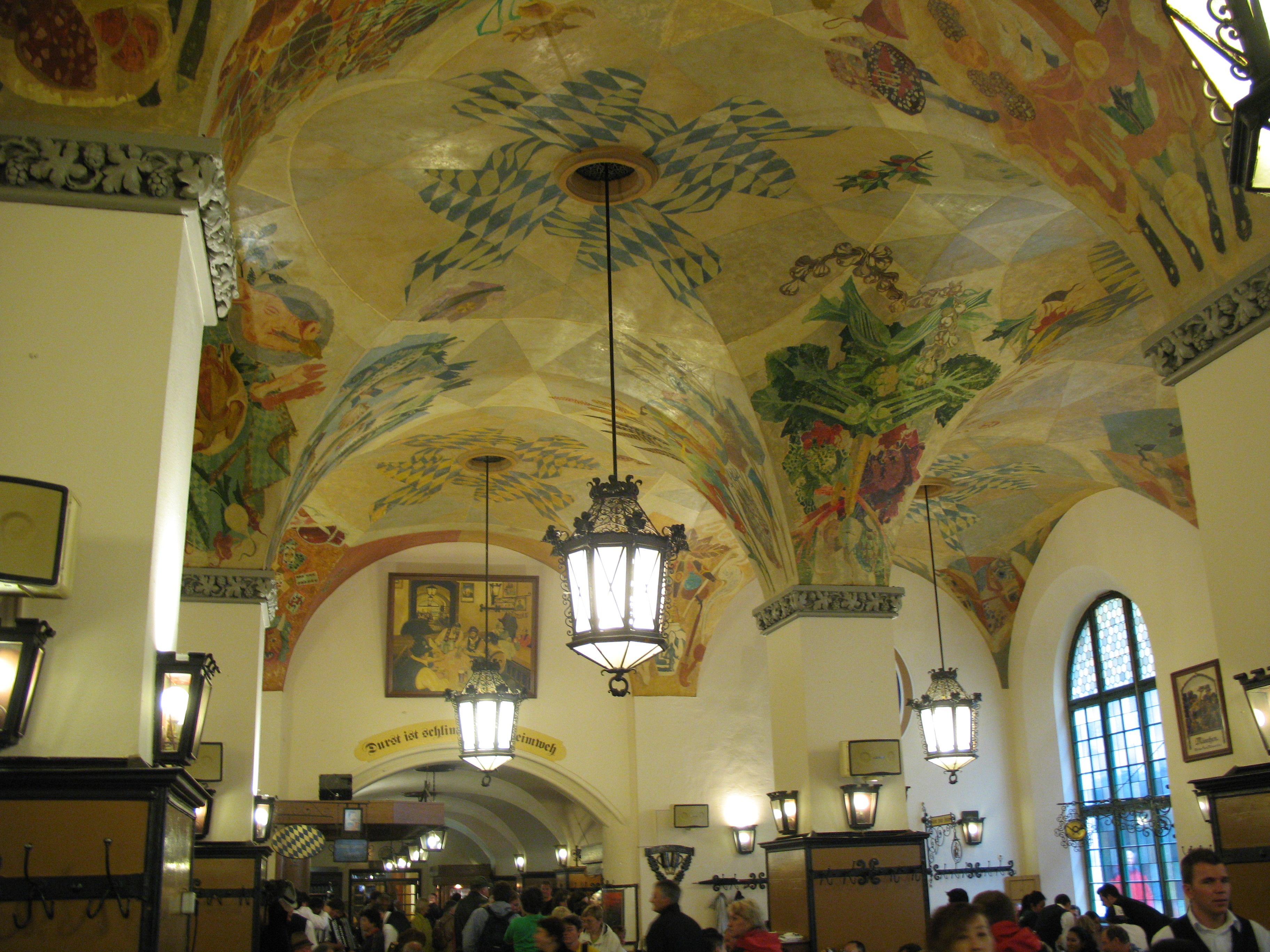
酒馆内的精致天花板

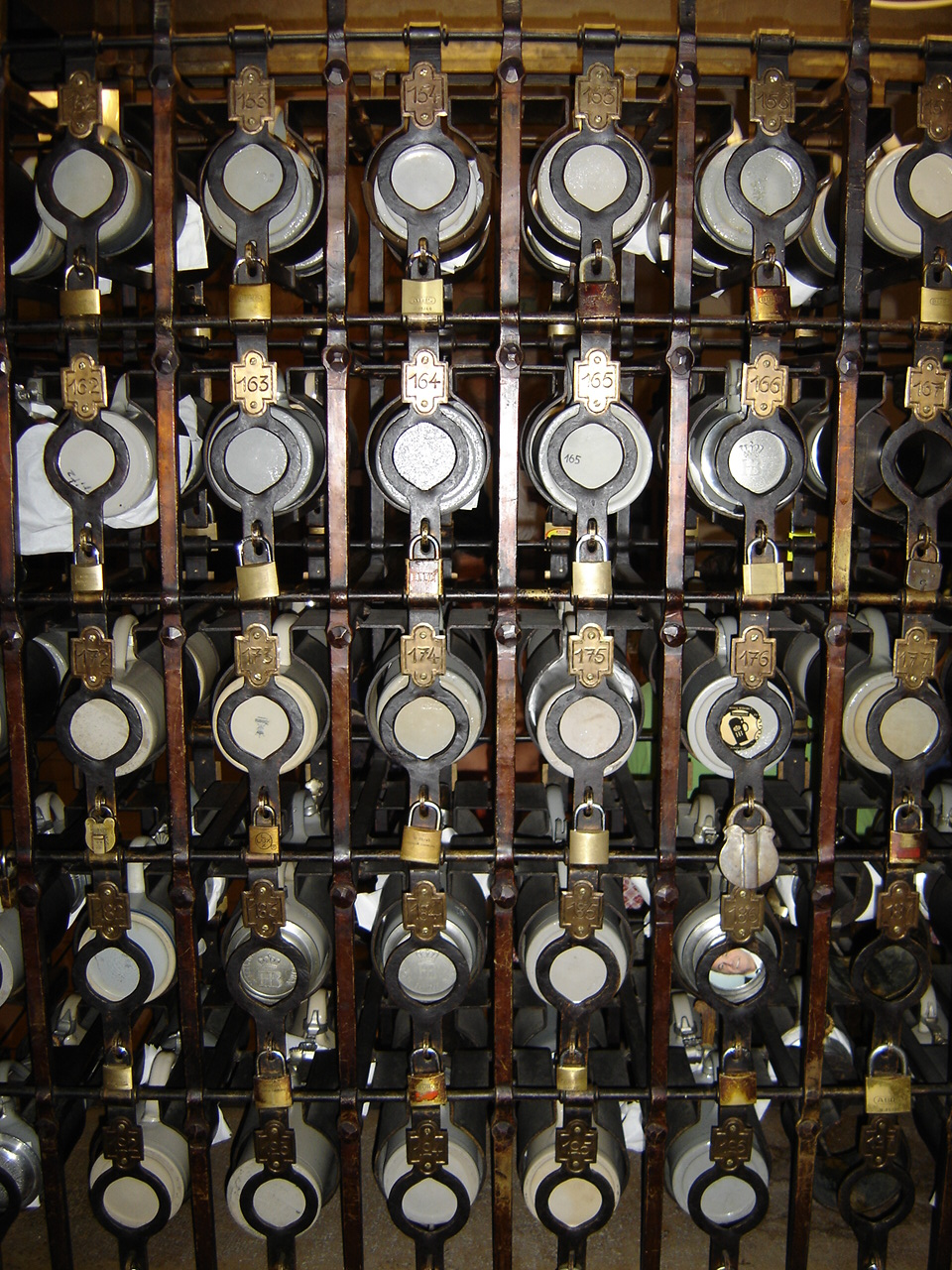
储存常客啤酒杯的带锁柜子

皇家宫廷啤酒屋（全称为普拉茨畔皇家宫廷啤酒屋）是德国慕尼黑的一个啤酒馆，建于1589年。历史上这个啤酒馆长期作为皇家宫廷酿酒厂的一部分，直到1828年才由巴伐利亚国王路德维希一世下令向公众开放。二战期间啤酒馆几乎全部被炸毁，1958年完成重建。
皇家宫廷啤酒屋是慕尼黑仅次于啤酒节的热门旅游目的地，酒馆营业时会演奏巴伐利亚的传统音乐。许多当地居民也爱光顾这里，酒馆还有专门存放这些常客啤酒杯的柜子。

## 相关轶闻
莫扎特在十八世纪晚期居住的地方距离皇家宫廷啤酒屋仅一个街区之远，他在一首诗中提到，歌剧《依多美尼欧》就是在几次光顾啤酒馆之后写出的，一战前夕住在慕尼黑的列宁也常常光顾这里。1919年4月13日，在啤酒馆的节日厅（Festsaal）内，巴伐利亚苏维埃共和国举行会议选出了执行委员会。不到一年之后的1920年2月24日，同样是在节日厅，德国工人党更名为纳粹党，当时还未出名的希特勒在这次会议上宣读了著名的二十五点纲领。